# Gare de Corcoran
Pour les articles homonymes, voir COC.
La  gare de Corcoran est une gare ferroviaire des États-Unis située à Corcoran en Californie. Elle est desservie par Amtrak. C'est une gare avec personnel.
Le nom de code de la gare de Corcoran est COC

## Histoire
Elle est mise en service en 1999.

## Service des voyageurs

### Desserte
- Ligne d'Amtrak[1] :
  - Le San Joaquins: Oakland/Sacramento - Bakersfield